# Споменик у Грделичкој клисури
Споменик у Грделичкој клисури је подигнут у знак сећања на невине жртве НАТО агресије на СРЈ од 24. марта до 10. јуна 1999. године, са именима погинулих у бомбардовању моста преко кога је у том тренутку 12. априла 1999. пролазио путнички воз.

## Списак погинулих
- Вељковић Н. Јасмина 1971-1999.
- Јовановић Ј. Зоран 1964-1999.
- Јовановић Ј. Радомир 1954-1999.
- Марковић Ж. Ана 1973-1999.
- Марковић Ч. Иван 1973-1999.
- Младеновић Д. Верка 1952-1999.
- Младеновић С. Петар 1952-1999.
- Петковић М. Светомир 1934-1999.
- Тодоров Д. Симеон 1968-1999.
- Станијановић В. Бранислав 1993-1999.
- Станијановић Видосав 1954-1999.
- Станијановић С. Дивна 1959-1999.
- 3 неидентификована лица

## Натпис
На овом месту 12.04.1999. године у нападу НАТО авијације срушен је путнички и железнички мост.
У путничком возу изгубило је живот 15 путника и рањена 44 путника.
Остаје тужно сећање на незапамћену трагедију.